# Камадеві
Камадеві (Чамадеві) (монська စာမ္မာဒေဝဳ; 623/633 — 715/731) — легендарна засновниця та володарка держави Харіпунджая, що панувала за різними відомостями у 662-669/679 або 659-688 роках. Разом з тим можливо вона панувала на 1 століття пізніше, оскільки початок утворення Харіпунджаї відносять до 750-х років. Відома також як Джамадеві.

## Життєпис
Більшість записів про Камадеві згадують період її життя по-різному. У хроніці «Чіннаканмаліпакон» говориться, що вона правила з 662 року протягом 7 років; Маніт Валліподом зазначено, що вона народилася в 623 році, правила з 662 року протягом 17 років і померла в 715 році у віці 92 років; у «Легенді про Камадеві», перекладеній і відредагованій Суттаварі Суваннапатом, згадується, що вона народилася в 633 році, правила з 659 до 688 року і померла в 731 році.
Старовині її життєписи переповненні легендами та міфами, які натепер складно виокремити від фактів. За однією версією була донькою чи онукою Чакравардіраджи, правителя Лаво. Згідно з міфологією — донькою багатія Інти з села Нонг Дуу, що в даний час знаходиться в районі Пасанг Лампхуна. Коли їй виповнилося 3 місяці, її схопив і забрав велетенський птах. Останній пролетів над Дой Сутепом і віддав дитину відлюднику Сутева Русі. Той назвав її Ві. Коли дівчинці виповнилося 13 років, він пророкував їй стати правителькою великого царства. Тому побудував пліт і відправив її до Лаво. Тут вона була всиновлена місцевим правителем, від якого отримала ім'я Камадеві.
У 20 років Камадеві одружилася з Рамратою, сином правителя держави Рамбурі. 653 року особисто очолювала військо проти іншого монського царства, представник якого бажав одружитися з нею. Камадеві сумувала про всіх загиблих у цій війні, тому віддала наказ побудувати храм на полі битви, присвячений загиблим воякам. Ймовірно, тут відбилися справжні війни між монськими держави або відображено процес розпаду Двараваті.

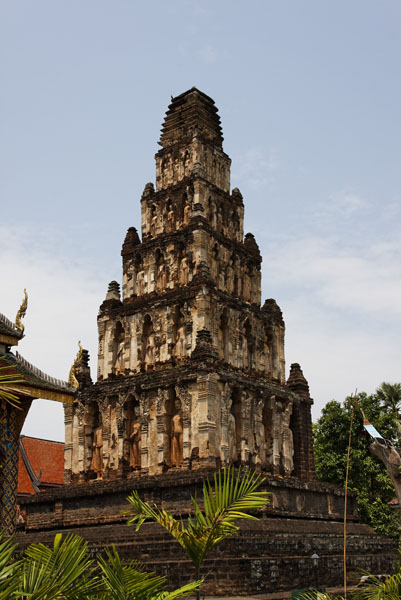
Ват Кукут

659 або 662 року прибуло посольство з проханням прислати Камадеві, щоб панувати в новому місті Харіпунджая. Невдовзі вона народила синів-близнюків. Її статус щодо Лаво не зовсім зрозумілий: можливо, вона визнавала номінальну зверхність останньої, що вважалася наступницею Двараваті. Тим самим Камадеві заклала ґрунт для незалежності Харіпунджаї, яка згідно з сучасними дослідженнями настала близько 750 року — напевне за панування Махантайота. Останній близько 755 року заснував Ват Кукут, храм, присвячений Камадеві.
Панувала до 679 або 688 року, після чого зреклася влади на користь сина Махантайота. Інший син Анантайот став правителем міста Лампанг зі статусом молодшого царя. В цьому вчені розглядають перший приклад управління державою, що зберігався й за наступних держав на території сучасного Таїланду: існували намісники, «віцекоролі» й інститут своєрідних молодших королів з правлячої династії. В подальшому Камадеві опікувалася поширенням буддизму в країні.